# Kenya i olympiska sommarspelen 1968
Kenya deltog med 39 deltagare vid de olympiska sommarspelen 1968 i Mexico City. Totalt vann de tre guldmedaljer, fyra silvermedaljer och två bronsmedaljer.

## Medaljer

### Guld
- Kipchoge Keino - Friidrott, 1 500 meter.
- Naftali Temu  - Friidrott, 10 000 meter.
- Amos Biwott - Friidrott, 3 000 meter hinder.

### Silver
- Wilson Kiprugut - Friidrott, 800 meter.
- Kipchoge Keino - Friidrott, 5 000 meter.
- Benjamin Kogo  - Friidrott, 3 000 meter hinder.
- Daniel Rudisha, Charles Asati, Naftali Bon och Hezahiah Nyamau - Friidrott, 4 x 400 meter stafett.

### Brons
- Naftali Temu - Friidrott, 5000 meter.
- Philip Waruinge - Boxning, fjädervikt.